# Спиренбюрг, Мартейн
Мартейн Спиренбюрг (нидерл. Martijn Spierenburg, родился 30 января 1975 года) — голландский музыкант, клавишник группы Within Temptation. Пришёл на замену ушедшему из группы Мартейну Вестерхольту, который покинул группу по состоянию здоровья. 
Вместе с его братом Робертом принял участие в записи альбома Mother Earth. Также известен тем, что написал тексты некоторых песен альбома The Heart of Everything.